# Jaromír Skála
Jaromír Skála (Pardubice, 15 luglio 1907 – Pardubice, 15 novembre 1982) è stato un calciatore e allenatore di calcio cecoslovacco, di ruolo centrocampista.

## Carriera

### Club
Conta 69 presenze totali e 27 reti nella massima serie del campionato cecoslovacco

### Nazionale
Il 19 marzo 1933 debutta in nazionale contro l'Ungheria (2-0).
Conta anche 3 presenze ed 1 rete nella nazionale amatori dal 1928 al 1931.

## Palmarès

### Giocatore

#### Competizioni nazionali
- Campionato cecoslovacco: 1

Slavia Praga: 1934-1935